# Campeonato NORCECA de Voleibol Masculino de 2017
O Campeonato NORCECA de Voleibol Masculino de 2017 foi a 25.ª edição deste torneio organizado pela NORCECA em parceria com a USA Volleyball, realizado no período de 26 de setembro a 1 de outubro. As três melhores equipes se classificaram para o Campeonato Mundial de 2018.
A seleção norte-americana derrotou a seleção dominicana na final única por 3 sets a 0 e conquistou o nono título de sua história na competição. O levantador norte-americano Micah Christenson foi eleito o melhor jogador do torneio.

## Seleções participantes
As seis melhores seleções ranqueadas no ranking da NORCECA em 2015 garantiram vagas no campeonato. As outras seis equipes se classificaram através da qualificação zonal. As seleções de Cuba e Porto Rico se retiraram do torneio após os desastres dos furacões Irma e Maria.
| Equipe                   | Qualificação          | Última participação |
| ------------------------ | --------------------- | ------------------- |
| Estados Unidos           | País-sede             | 2013                |
| Canadá                   | 2º no ranking         | 2015                |
| Costa Rica               | 6º no ranking         | 2015                |
| Guatemala                | Qualificação AFECAVOL | 2013                |
| Martinica                | Qualificação CAZOVA   | Estreante           |
| México                   | 5º no ranking         | 2015                |
| República Dominicana     | Qualificação AFECAVOL | 2013                |
| Santa Lúcia              | Qualificação ECVA     | 2013                |
| São Vicente e Granadinas | Qualificação ECVA     | Estreante           |
| Trinidad e Tobago        | Qualificação CAZOVA   | 2015                |

## Local das partidas
| Colorado Springs                                  |
| ------------------------------------------------- |
| Centro Olímpico de Treinamento dos Estados Unidos |
|                                                   |

## Grupos
| Grupo A              | Grupo B           | Grupo C                  |
| -------------------- | ----------------- | ------------------------ |
| Estados Unidos       | Canadá            | México                   |
| República Dominicana | Trinidad e Tobago | Costa Rica               |
| Guatemala            | Santa Lúcia       | Martinica                |
| –                    | –                 | São Vicente e Granadinas |

## Formato da disputa
O torneio foi dividido em duas fases: fase classificatória e fase final. 
Os dois melhores primeiros classificados da fase de grupos garantiram vagas na fase final, estruturada em quartas de final, em que participaram apenas o pior primeiro colocado e os vice-campeões, semifinais, disputa pelo terceiro lugar e final.
O terceiro e o quarto classificados da fase de grupos entraram na disputa pelo quinto lugar. Se juntaram a eles os eliminados nas quartas de final da fase final pela disputa do campeonato.
A fase de grupos foi jogado com um sistema de todos contra todos e as equipes foram classificadas de acordo com os seguintes critérios.
1. Maior número de partidas ganhas.
2. Maior número de pontos obtidos, que são concedidos da seguinte forma:
  - Partida com resultado final 3–0: 5 pontos para o vencedor e 0 pontos para o perdedor.
  - Partida com resultado final 3–1: 4 pontos para o vencedor e 1 pontos para o perdedor.
  - Partida com resultado final 3–2: 3 pontos para o vencedor e 2 pontos para o perdedor.
3. Proporção entre pontos ganhos e pontos perdidos (razão de pontos).
4. Proporção entre os sets ganhos e os sets perdidos (relação de sets).
5. Se o empate persistir entre duas equipes, a prioridade é dada à equipe que venceu a última partida entre as equipes envolvidas.
6. Se o empate persistir entre três equipes ou mais, uma nova classificação será feita levando-se em conta apenas as partidas entre as equipes envolvidas.

## Fase classificatória

### Grupo A
|     |                      |     | Jogos | Jogos | Jogos | Resultados | Resultados | Resultados | Resultados | Resultados | Resultados | Sets | Sets | Sets  | Pontos | Pontos | Pontos |
| Pos | Equipe               | Pts | T     | V     | D     | 3–0        | 3–1        | 3–2        | 2–3        | 1–3        | 0–3        | V    | P    | R     | V      | P      | R      |
| --- | -------------------- | --- | ----- | ----- | ----- | ---------- | ---------- | ---------- | ---------- | ---------- | ---------- | ---- | ---- | ----- | ------ | ------ | ------ |
| 1   | Estados Unidos       | 10  | 2     | 2     | 0     | 2          | 0          | 0          | 0          | 0          | 0          | 6    | 0    | MAX   | 150    | 84     | 1.786  |
| 2   | República Dominicana | 5   | 2     | 1     | 1     | 1          | 0          | 0          | 0          | 0          | 1          | 3    | 3    | 1.000 | 123    | 129    | 0.953  |
| 3   | Guatemala            | 0   | 2     | 0     | 2     | 0          | 0          | 0          | 0          | 0          | 2          | 0    | 6    | 0.000 | 90     | 150    | 0.600  |

Resultados
| Data   | Hora  |                      | Placar |                      | Set 1 | Set 2 | Set 3 | Set 4 | Set 5 | Total | Relatório |
| ------ | ----- | -------------------- | ------ | -------------------- | ----- | ----- | ----- | ----- | ----- | ----- | --------- |
| 26 set | 19:00 | Estados Unidos       | 3–0    | Guatemala            | 25–12 | 25–14 | 25–10 |       |       | 75–36 | P2 P3     |
| 27 set | 19:00 | República Dominicana | 3–0    | Guatemala            | 25–16 | 25–20 | 25–18 |       |       | 75–54 | P2 P3     |
| 28 set | 19:00 | Estados Unidos       | 3–0    | República Dominicana | 25–17 | 25–21 | 25–10 |       |       | 75–48 | P2 P3     |

### Grupo B
|     |                   |     | Jogos | Jogos | Jogos | Resultados | Resultados | Resultados | Resultados | Resultados | Resultados | Sets | Sets | Sets  | Pontos | Pontos | Pontos |
| Pos | Equipe            | Pts | T     | V     | D     | 3–0        | 3–1        | 3–2        | 2–3        | 1–3        | 0–3        | V    | P    | R     | V      | P      | R      |
| --- | ----------------- | --- | ----- | ----- | ----- | ---------- | ---------- | ---------- | ---------- | ---------- | ---------- | ---- | ---- | ----- | ------ | ------ | ------ |
| 1   | Canadá            | 10  | 2     | 2     | 0     | 2          | 0          | 0          | 0          | 0          | 0          | 6    | 0    | MAX   | 150    | 73     | 2.055  |
| 2   | Trinidad e Tobago | 5   | 2     | 1     | 1     | 1          | 0          | 0          | 0          | 0          | 1          | 3    | 3    | 1.000 | 118    | 123    | 0.959  |
| 3   | Santa Lúcia       | 0   | 2     | 0     | 2     | 0          | 0          | 0          | 0          | 0          | 2          | 0    | 6    | 0.000 | 78     | 150    | 0.520  |

Resultados
| Data   | Hora  |                   | Placar |                   | Set 1 | Set 2 | Set 3 | Set 4 | Set 5 | Total | Relatório |
| ------ | ----- | ----------------- | ------ | ----------------- | ----- | ----- | ----- | ----- | ----- | ----- | --------- |
| 26 set | 17:00 | Trinidad e Tobago | 3–0    | Santa Lúcia       | 25–15 | 25–16 | 25–17 |       |       | 75–48 | P2 P3     |
| 27 set | 17:00 | Canadá            | 3–0    | Santa Lúcia       | 25–9  | 25–13 | 25–8  |       |       | 75–30 | P2 P3     |
| 28 set | 17:00 | Canadá            | 3–0    | Trinidad e Tobago | 25–21 | 25–12 | 25–10 |       |       | 75–43 | P2 P3     |

### Grupo C
|     |                          |     | Jogos | Jogos | Jogos | Resultados | Resultados | Resultados | Resultados | Resultados | Resultados | Sets | Sets | Sets  | Pontos | Pontos | Pontos |
| Pos | Equipe                   | Pts | T     | V     | D     | 3–0        | 3–1        | 3–2        | 2–3        | 1–3        | 0–3        | V    | P    | R     | V      | P      | R      |
| --- | ------------------------ | --- | ----- | ----- | ----- | ---------- | ---------- | ---------- | ---------- | ---------- | ---------- | ---- | ---- | ----- | ------ | ------ | ------ |
| 1   | México                   | 15  | 3     | 3     | 0     | 3          | 0          | 0          | 0          | 0          | 0          | 9    | 0    | MAX   | 225    | 116    | 1.940  |
| 2   | Costa Rica               | 9   | 3     | 2     | 1     | 1          | 1          | 0          | 0          | 0          | 1          | 6    | 4    | 1.500 | 218    | 206    | 1.058  |
| 3   | Martinica                | 6   | 3     | 1     | 2     | 1          | 0          | 0          | 0          | 1          | 1          | 4    | 6    | 0.667 | 194    | 217    | 0.894  |
| 4   | São Vicente e Granadinas | 0   | 3     | 0     | 3     | 0          | 0          | 0          | 0          | 0          | 3          | 0    | 9    | 0.000 | 127    | 225    | 0.564  |

| Data   | Hora  |            | Placar |                          | Set 1 | Set 2 | Set 3 | Set 4 | Set 5 | Total | Relatório |
| ------ | ----- | ---------- | ------ | ------------------------ | ----- | ----- | ----- | ----- | ----- | ----- | --------- |
| 26 set | 17:00 | Costa Rica | 3–1    | Martinica                | 25–19 | 25–16 | 23–25 | 25–21 |       | 98–81 | P2 P3     |
| 26 set | 19:17 | México     | 3–0    | São Vicente e Granadinas | 25–7  | 25–16 | 25–10 |       |       | 75–33 | P2 P3     |
| 27 set | 17:00 | Costa Rica | 3–0    | São Vicente e Granadinas | 25–10 | 25–19 | 25–21 |       |       | 75–50 | P2 P3     |
| 27 set | 19:00 | México     | 3–0    | Martinica                | 25–11 | 25–15 | 25–12 |       |       | 75–38 | P2 P3     |
| 28 set | 17:00 | Martinica  | 3–0    | São Vicente e Granadinas | 25–10 | 25–14 | 25–20 |       |       | 75–44 | P2 P3     |
| 28 set | 19:00 | Costa Rica | 3–0    | Costa Rica               | 25–19 | 25–16 | 25–10 |       |       | 75–45 | P2 P3     |

## Fase final

### Chaveamento final
|  | Quartas de final     | Quartas de final |                      |   | Semifinais | Semifinais     |                |  | Final | Final |
|  |                      |                  |                      |   |            |                |                |  |       |       |
|  |                      |                  |                      |   |            |                |                |  |       |       |
|  |                      |                  |                      |   |            |                |                |  |       |       |
|  |                      |                  |                      |   |            |                |                |  |       |       |
|  |                      |                  |                      |   |            |                |                |  |       |       |
|  |                      |                  |                      |   |            |                |                |  |       |       |
|  | México               | 0                |                      |   |            |                |                |  |       |       |
|  | México               | 0                |                      |   |            |                |                |  |       |       |
|  |                      |                  | República Dominicana | 3 |            |                |                |  |       |       |
|  | Trinidad e Tobago    | 0                | República Dominicana | 3 |            |                |                |  |       |       |
|  | Trinidad e Tobago    | 0                |                      |   |            |                |                |  |       |       |
|  | República Dominicana | 3                |                      |   |            |                |                |  |       |       |
|  | República Dominicana | 3                | República Dominicana | 0 |            |                |                |  |       |       |
|  |                      |                  | República Dominicana | 0 |            |                |                |  |       |       |
|  |                      | Estados Unidos   | 3                    |   |            |                |                |  |       |       |
|  |                      | Estados Unidos   | 3                    |   |            |                |                |  |       |       |
|  |                      |                  |                      |   |            |                |                |  |       |       |
|  |                      |                  |                      |   |            |                |                |  |       |       |
|  | Canadá               | 0                |                      |   |            |                |                |  |       |       |
|  | Canadá               | 0                |                      |   |            |                |                |  |       |       |
|  |                      |                  | Estados Unidos       | 3 |            | Terceiro lugar | Terceiro lugar |  |       |       |
|  | Estados Unidos       | 3                | Estados Unidos       | 3 |            | Terceiro lugar | Terceiro lugar |  |       |       |
|  | Estados Unidos       | 3                |                      |   |            |                |                |  |       |       |
|  | Costa Rica           | 0                |                      |   |            |                |                |  |       |       |
|  | Costa Rica           | 0                | México               | 1 |            |                |                |  |       |       |
|  |                      |                  |                      |   |            |                |                |  |       |       |
|  | Canadá               | 3                |                      |   |            |                |                |  |       |       |
|  | Canadá               | 3                |                      |   |            |                |                |  |       |       |

### Chaveamento do 5º ao 10º lugar
|  | 5º–10º lugar             | 5º–10º lugar |                   |   | 5º–8º lugar | 5º–8º lugar  |              |  | Quinto lugar | Quinto lugar |
|  |                          |              |                   |   |             |              |              |  |              |              |
|  |                          |              |                   |   |             |              |              |  |              |              |
|  |                          |              |                   |   |             |              |              |  |              |              |
|  | Martinica                | 3            |                   |   |             |              |              |  |              |              |
|  | Martinica                | 3            |                   |   |             |              |              |  |              |              |
|  | São Vicente e Granadinas | 0            |                   |   |             |              |              |  |              |              |
|  | São Vicente e Granadinas | 0            | Martinica         | 0 |             |              |              |  |              |              |
|  |                          |              | Martinica         | 0 |             |              |              |  |              |              |
|  |                          |              | Trinidad e Tobago | 3 |             |              |              |  |              |              |
|  |                          |              | Trinidad e Tobago | 3 |             |              |              |  |              |              |
|  |                          |              |                   |   |             |              |              |  |              |              |
|  |                          |              |                   |   |             |              |              |  |              |              |
|  | Trinidad e Tobago        | 0            |                   |   |             |              |              |  |              |              |
|  | Trinidad e Tobago        | 0            |                   |   |             |              |              |  |              |              |
|  |                          | Guatemala    | 3                 |   |             |              |              |  |              |              |
|  | Guatemala                | Guatemala    | 3                 | 3 |             |              |              |  |              |              |
|  | Guatemala                |              |                   | 3 |             |              |              |  |              |              |
|  | Santa Lúcia              | 0            |                   |   |             |              |              |  |              |              |
|  | Santa Lúcia              | 0            | Guatemala         | 3 |             |              |              |  |              |              |
|  |                          |              | Guatemala         | 3 |             |              |              |  |              |              |
|  |                          |              | Costa Rica        | 1 |             | Sétimo lugar | Sétimo lugar |  |              |              |
|  |                          |              | Costa Rica        | 1 |             | Sétimo lugar | Sétimo lugar |  |              |              |
|  |                          |              |                   |   |             |              |              |  |              |              |
|  |                          |              |                   |   |             |              |              |  |              |              |
|  | Martinica                | 3            |                   |   |             |              |              |  |              |              |
|  | Martinica                | 3            |                   |   |             |              |              |  |              |              |
|  | Costa Rica               | 2            |                   |   |             |              |              |  |              |              |
|  | Costa Rica               | 2            |                   |   |             |              |              |  |              |              |

### Resultados

#### 5º–10º lugar
| Data   | Hora  |           | Placar |                          | Set 1 | Set 2 | Set 3 | Set 4 | Set 5 | Total | Relatório |
| ------ | ----- | --------- | ------ | ------------------------ | ----- | ----- | ----- | ----- | ----- | ----- | --------- |
| 29 set | 17:00 | Martinica | 3–0    | São Vicente e Granadinas | 25–16 | 25–18 | 25–16 |       |       | 75–50 | P2 P3     |
| 29 set | 19:00 | Guatemala | 3–0    | Santa Lúcia              | 25–17 | 25–15 | 25–16 |       |       | 75–48 | P2 P3     |

#### 5º–8º lugar
| Data   | Hora  |           | Placar |                   | Set 1 | Set 2 | Set 3 | Set 4 | Set 5 | Total | Relatório |
| ------ | ----- | --------- | ------ | ----------------- | ----- | ----- | ----- | ----- | ----- | ----- | --------- |
| 30 set | 15:00 | Guatemala | 3–1    | Costa Rica        | 20–25 | 25–21 | 25–17 | 25–15 |       | 95–78 | P2 P3     |
| 30 set | 17:16 | Martinica | 0–3    | Trinidad e Tobago | 20–25 | 23–25 | 18–25 |       |       | 61–75 | P2 P3     |

#### Nono lugar
| Data   | Hora  |                          | Placar |             | Set 1 | Set 2 | Set 3 | Set 4 | Set 5 | Total | Relatório |
| ------ | ----- | ------------------------ | ------ | ----------- | ----- | ----- | ----- | ----- | ----- | ----- | --------- |
| 30 set | 15:00 | São Vicente e Granadinas | 3–1    | Santa Lúcia | 22–25 | 25–20 | 25–19 | 25–15 |       | 97–79 | P2 P3     |

#### Sétimo lugar
| Data  | Hora  |           | Placar |            | Set 1 | Set 2 | Set 3 | Set 4 | Set 5 | Total  | Relatório |
| ----- | ----- | --------- | ------ | ---------- | ----- | ----- | ----- | ----- | ----- | ------ | --------- |
| 1 out | 14:00 | Martinica | 3–2    | Costa Rica | 10–25 | 25–21 | 24–26 | 25–21 | 15–12 | 99–105 | P2 P3     |

#### Quinto lugar
| Data  | Hora  |                   | Placar |           | Set 1 | Set 2 | Set 3 | Set 4 | Set 5 | Total | Relatório |
| ----- | ----- | ----------------- | ------ | --------- | ----- | ----- | ----- | ----- | ----- | ----- | --------- |
| 1 out | 16:41 | Trinidad e Tobago | 0–3    | Guatemala | 18–25 | 10–25 | 15–25 |       |       | 43–75 | P2 P3     |

#### Quartas de final
| Data   | Hora  |                   | Placar |                      | Set 1 | Set 2 | Set 3 | Set 4 | Set 5 | Total | Relatório |
| ------ | ----- | ----------------- | ------ | -------------------- | ----- | ----- | ----- | ----- | ----- | ----- | --------- |
| 29 set | 17:00 | Trinidad e Tobago | 0–3    | República Dominicana | 18–25 | 22–25 | 21–25 |       |       | 61–75 | P2 P3     |
| 29 set | 19:00 | Estados Unidos    | 3–0    | Costa Rica           | 25–11 | 25–7  | 25–8  |       |       | 75–26 | P2 P3     |

#### Semifinais
| Data   | Hora  |        | Placar |                      | Set 1 | Set 2 | Set 3 | Set 4 | Set 5 | Total | Relatório |
| ------ | ----- | ------ | ------ | -------------------- | ----- | ----- | ----- | ----- | ----- | ----- | --------- |
| 30 set | 17:48 | México | 0–3    | República Dominicana | 20–25 | 23–25 | 23–25 |       |       | 66–75 | P2 P3     |
| 30 set | 19:25 | Canadá | 0–3    | Estados Unidos       | 20–25 | 22–25 | 21–25 |       |       | 63–75 | P2 P3     |

#### 3º lugar
| Data  | Hora  |        | Placar |        | Set 1 | Set 2 | Set 3 | Set 4 | Set 5 | Total | Relatório |
| ----- | ----- | ------ | ------ | ------ | ----- | ----- | ----- | ----- | ----- | ----- | --------- |
| 1 out | 15:00 | México | 1–3    | Canadá | 25–21 | 13–25 | 25–27 | 18–25 |       | 81–98 | P2 P3     |

#### Final
| Data  | Hora  |                      | Placar |                | Set 1 | Set 2 | Set 3 | Set 4 | Set 5 | Total | Relatório |
| ----- | ----- | -------------------- | ------ | -------------- | ----- | ----- | ----- | ----- | ----- | ----- | --------- |
| 1 out | 17:32 | República Dominicana | 0–3    | Estados Unidos | 17–25 | 10–25 | 12–25 |       |       | 39–75 | P2 P3     |

## Classificação final
| Colocação | Time                     |
| --------- | ------------------------ |
| 1         | Estados Unidos           |
| 2         | República Dominicana     |
| 3         | Canadá                   |
| 4         | México                   |
| 5         | Guatemala                |
| 6         | Trinidad e Tobago        |
| 7         | Martinica                |
| 8         | Costa Rica               |
| 9         | São Vicente e Granadinas |
| 10        | Santa Lúcia              |

|  | Equipes classificadas para o Campeonato Mundial de 2018 |

## Premiações
| Campeonato NORCECA de 2017          |
| Estados Unidos                      |
| ----------------------------------- |
| Estados Unidos Campeão (9.º título) |

### Individuais
Os atletas que se destacaram individualmente foramː
| - Most Valuable Player (MVP) Micah Christenson - Melhor oposto Sharone Vernon-Evans - Melhores ponteiros Aaron Russell Stephen Maar | - Melhor levantador Pedro Rangel - Melhores centrais José Martínez Leonel Aragon - Melhor líbero Luis Chávez |